# Ren (confucianisme)
Pour les articles homonymes, voir Ren.
Ren (chinois : 仁 ; pinyin: rén ; wade-giles : jen) est un concept essentiel de l'éthique du confucianisme qui peut être traduit par « bienveillance ». C'est une vertu d'humanité, de mansuétude, recherchée par l'homme de bien (junzi), qui se réfère au bien qu'un homme peut faire à un autre. La pratique du ren a pour norme li, la moralité.
Les composantes du ren concernent les relations de l'homme confucéen : parents, souverain, amis. La piété filiale y est considérée comme le ciment des rapports sociaux et hiérarchiques : « Être bon fils, être simplement bon fils et bon frère, c'est déjà prendre part au gouvernement ». (Entretiens, II, 21). Le ren est donc essentiellement relationnel. Le caractère chinois se compose de deux éléments : « homme » et « deux ». 

## Quatre composants
Quatre éléments fondamentaux constituent le ren : 
- deux vertus d'honnêteté : zhong, la loyauté envers soi-même et les autres, et xin, la fidélité à la parole donnée qui rend un homme digne de confiance. C’est une forme de loyauté où la parole n’a de valeur que si elle s’accompagne de l’action qui y correspond.

- deux qualités sans lesquelles l'homme ne saurait assumer de responsabilités politiques : zhi, le discernement et yong, le courage. Le discernement permet de prendre les décisions judicieuses, le courage doit être tempéré par les autres vertus[3].

## Le ren dans les Entretiens de Confucius
Un chapitre entier (le chapitre IV) des Entretiens de Confucius traite du ren, car Confucius en donne de multiples définitions : 

« 10. Le Maître dit : Dans les affaires du monde, l'homme de bien n'a pas une attitude rigide de refus ou d'acceptation. Le Juste est sa règle. 
14. Le Maître dit : Ne te soucie point de n'avoir pas de poste, mais veille plutôt à t'en rendre capable ; ne te soucie point de n'être pas connu, mais veille plutôt à t'en rendre digne. 
16. Le Maître dit : L'homme de bien connaît le Juste, l'homme de peu ne connaît que le profit. 
17. Le Maître dit : Si tu rencontres un homme de valeur, cherche à lui ressembler. Si tu rencontres un homme médiocre, cherche ses défauts en toi-même.  
24. Le Maître dit : L'homme de bien préfère être lent à parler mais prompt à agir.  
25. Le Maître dit : La vertu n'est jamais solitaire, on fait cercle autour d'elle. »